# Punctulariaceae
Punctulariaceae Donk – rodzina grzybów w rzędzie powłocznikowców (Corticiales).

## Charakterystyka
Rodzina Punctulariaceae utworzona została w 1964 roku przez Marinusa Antona Donka. Później jej gatunki włączono do rodziny powłocznikowatych (Corticiaceae). Badania molekularne, oparte na kladystycznej analizie sekwencji DNA, wskrzesiły i na nowo zdefiniowały Punctulariaceae jako niewielki klad grzybów kortycjoidalnych różniących się od innych przedstawicieli rzędu powlocznikowców (Corticiales). W 2020 roku rodzina liczy tylko kilkanaście gatunków.
Wszystkie grzyby w rodzinie to saprotrofy rozkładające drewno, rosnące na martwych, opadłych gałęziach drzew i krzewów.

## Systematyka
Pozycja według Index Fungorum: Punctulariaceae, Corticiales, Incertae sedis, Agaricomycetes, Agaricomycotina, Basidiomycota, Fungi.
Według aktualizowanej klasyfikacji Index Fungorum bazującej na Dictionary of the Fungi do rodziny Punctulariaceae należą rodzaje:
- Dendrocorticiopsis Sheng H. Wu, C.L. Wei & S.H. He 2022
- Dendrocorticium M.J. Larsen & Gilb. 1974 – drzewkopowłocznik
- Punctularia Pat. 1895 – skórniczka
- Punctulariopsis Ghob.-Nejh. 2010

Nazwy polskie według W. Wojewody z 2003 r.